# Beneva, Terebovlea
Beneva (în ucraineană Бенева) este o comună în raionul Terebovlea, regiunea Ternopil, Ucraina, formată numai din satul de reședință.

## Demografie
Componența lingvistică a comunei Beneva
     Ucraineană (99,73%)
Conform recensământului din 2001, majoritatea populației comunei Beneva era vorbitoare de ucraineană (99,73%), existând în minoritate și vorbitori de alte limbi.